# Semikolon
Semikolon (;) är ett skiljetecken vars namn kommer av grekiskans semi, ’halv’, och kalon, ’lem; led; del av en mening’.
Semikolon används främst mellan huvudsatser eller huvudsatsekvivalenter (dvs. yttranden med egen språkhandling) för att, liksom de samordnande konjunktionerna, påvisa ett innehållsligt samband mellan satserna. I denna användning kan semikolon ta betydelsen hos alla samordnande konjunktioner förutom eller (se exempel nedan). Liksom konjunktionerna används semikolon när punkt döljer satsernas samband och kommatecken orsakar satsradning. Semikolon följs normalt av liten bokstav.
Semikolon kan även användas i uppräkningar, i stället för kommatecken mellan de uppräknade leden. Då avskiljer det grupper av led som redan innehåller kommatecken, eller där kommatecken av annan anledning kan leda till missförstånd. Semikolon bör inte ersätta eventuellt kolon.
Det moderna semikolonet uppfanns 1494 av Aldus Manutius den äldre (1450–1515). Till hans minne firas numera Semikolonets dag på Manutius dödsdag, den 6 februari.
Inom matematik, i länder som använder decimalkomma, används semikolon ibland för att skilja värden i uppräkningar från varandra, exempelvis funktionsargument eller element i en vektor (exempelvis 7,1; 8,8). Detta sker främst när skrivsättet annars skulle bli otydligt; om ingen risk för sammanblandning finns används vanligen komma följt av mellanslag (exempelvis 7,1, 8,8). I länder som använder decimalpunkt skiljs värden i stället med komma (exempelvis 7.1, 8.8).
Semikolon används även i en mängd olika programspråk för att separera eller avsluta satser och deklarationer, exempelvis i Algol, Pascal, C, PHP, Perl, och många andra. I vissa språk, som assembler och Lisp-dialekter, används semikolon i stället för att inleda kommentarer i källkoden. I Matlab och GNU Octave undertrycks skärmutskrift av beräkningsresultat om sats avslutas med semikolon. Semikolon används också för att markera ny rad när tal eller variabler fogas samman till matriser.

## Användningsexempel

### I skriftspråk

#### Mellan huvudsatser
Semikolon ersätter konjunktioner när sambandet mellan två huvudsatser inte behöver skrivas ut. Cirka 40 % av alla semikolon i tidningstext används mellan två fullständiga eller elliptiska huvudsatser.
- i stället för konjunktionen för/ty
  - Hans blick gjorde modern skrämd; hon urskilde i den en smärta gränsande till lidande … (ur Brott och straff av Fjodor Dostojevskij)
- i stället för konjunktionen så
  - Amanda var mycket trött; en kvart senare gick hon och lade sig.
- i stället för konjunktionen utan
  - Bengt prenumererar inte på tidningen; han föredrar att lyssna på radio
- i stället för konjunktionen men/fast
  - Det pratas om dieter; man borde inte lyssna på allt som sägs.
- i stället för konjunktionen och
  - Många oroliga män foro bort från Skåne med Bue och Vagn och hade ingen lycka i Hjörungavåg; andra följde Styrbjörn till Uppsala och föllo med honom. (ur Röde Orm av Frans G. Bengtsson)

I tabellen nedan anges fördelningen av mellan dessa olika funktioner hos semikolon:
| Relation   | Konjunktion     | Frekvens |
| ---------- | --------------- | -------- |
| Explanativ | för, ty         | 57 %     |
| Additiv    | och, samt       | 16 %     |
| Adversativ | men, fast, utan | 14 %     |
| Konklusiv  | så              | 13 %     |

Majoriteten av alla semikolon mellan huvudsatser markerar alltså explanativa relationer, liksom konjunktionen för. Övriga semikolon används ungefär lika ofta för att markera additiva, adversativa och konklusiva relationer.

#### I uppräkningar
Semikolon används också mellan uppräkningar av sidoordnade led, det vill säga led som har samma grammatiska form och kan byta plats med varandra utan att betydelsen ändras nämnvärt. Cirka 11 % av alla semikolon i tidningstext används på det här sättet.
- där de uppräknade leden är uppräkningar i sig: Ryggsäcken stod där packad med det nödvändigaste: ett ombyte kläder och toalettsaker; smörgåsar, frukt och varm dryck; karta och kompass. (ur Svenska skrivregler utgiven av Språkrådet)
- där de uppräknade leden har appositioner markerade med komma: Vi har pratat med Stina, undersköterska; Anders, läkare; Britt-Marie, sjukgymnast samt Annika, läkare och avdelningschef.
- där de uppräknade leden är längre satser: De kunde antingen sitta och vänta i fem timmar på att bli hämtade; gå till stationen, betala en biljett och ta tåget; stjäla en cykel eller ställa sig vid landsvägen, vifta med tummarna och hoppas på lift.
- där de uppräknade leden är tal med utskrivna decimaler: (1,25; 2,5; 3,75; 5)

#### Övrigt
Cirka 42 % av alla semikolon i tidningstext används där det enligt skrivreglerna bör vara kolon.

### I programkod
I många programspråk används semikolon som satsavdelare.
Exempel i C:
```
 
int
 
heltal
 
=
 
5
;

 
// Skriver ut talet

 
printf
(
"%d"
,
 
heltal
);

```

I Matlab och GNU Octave används semikolon efter en sats för att undertrycka utskrift av beräkningsresultat. Satser vars beräkningsresultat skall visas på skärmen avslutas med nyradtecken, och/eller kommatecken. Semikolon används även i uttryck innanför hakparenteser, det vill säga som formerar matriser, för att markera ny rad med element. Exempel, där tilldelningen av matrisen a inte visas på skärmen, men beräkningsresultatet av b visas:
```
>>
  
a
=[
1
 
2
;
3
 
4]
;

>>
  
b
=
10
*
a
 

    
b
 
=
 

     
10
     
20

     
30
     
40

```